# Friedrich von Keller (Maler)

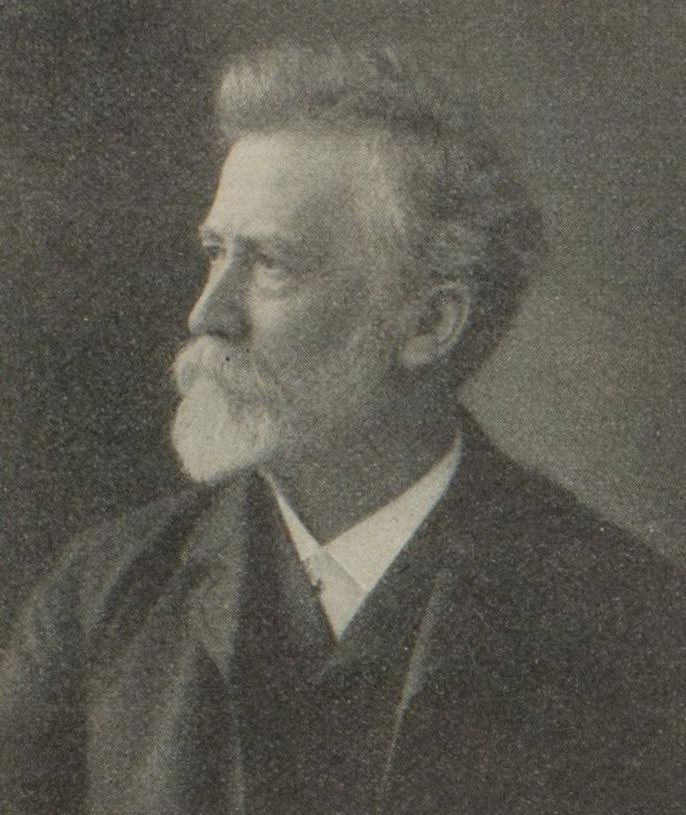
Friedrich von Keller

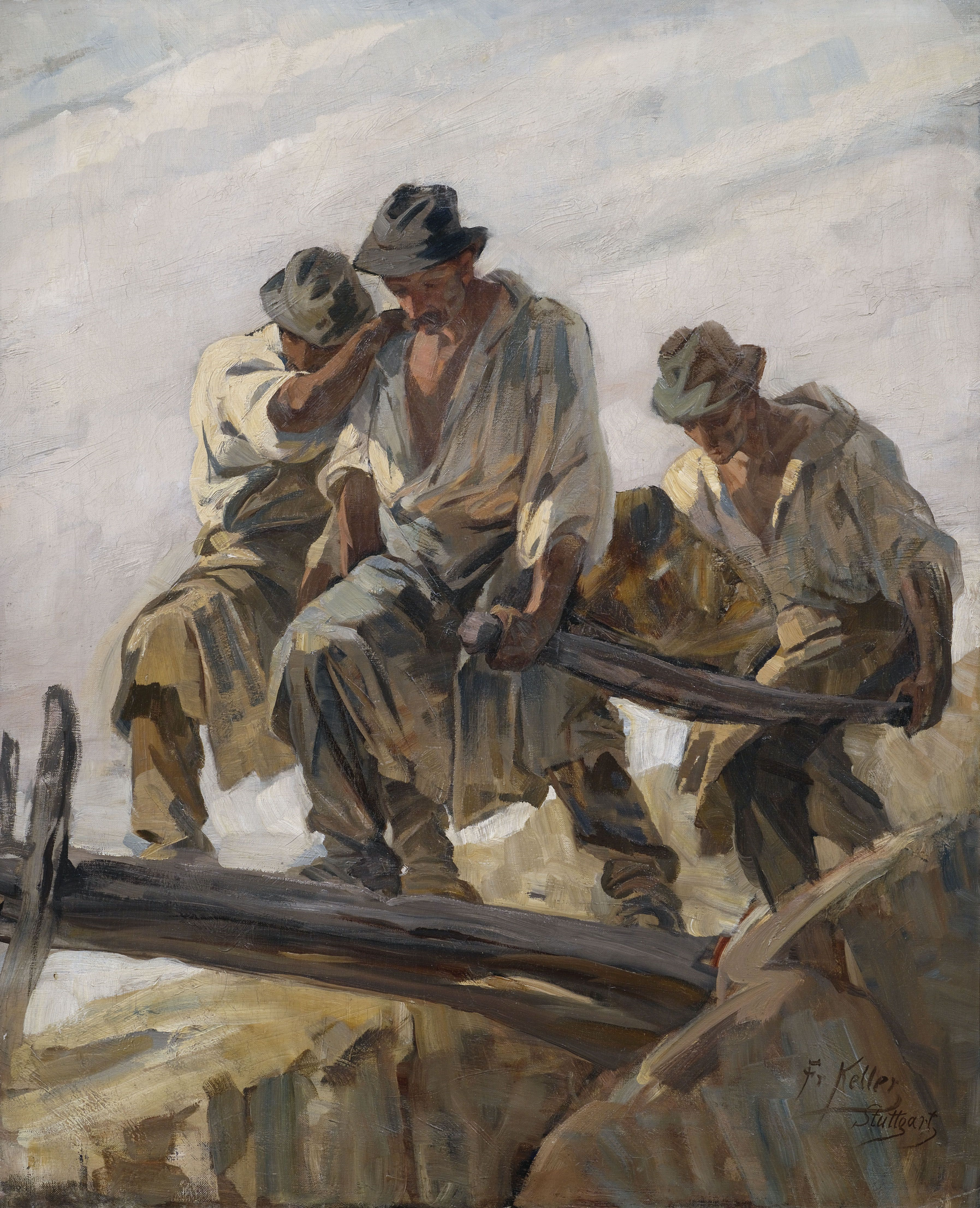
Steinbrucharbeiter

Friedrich von Keller (* 18. Februar 1840 in Neckarweihingen; † 26. August 1914 in Abtsgmünd) war ein deutscher Maler. 

## Leben
Von Keller wurde als jüngstes von zehn Kindern von Johann Jakob Keller, einem Weingärtner geboren. Sein Vater verstarb bereits im Jahr 1849. Dank der Unterstützung einiger Mäzene konnte er den Zeichenunterricht an der gewerblichen Fortbildungsschule in Ludwigsburg besuchen. Er musste als Handwerker Geld verdienen. Mit achtzehn Jahren kam er nach Stuttgart, um die dortige Kunstschule zu besuchen, was er sich jedoch nicht leisten konnte. Er besuchte daher in den Abendstunden die Zeichenschule des dortigen Polytechnikums. Mit 27 Jahren besuchte er schließlich die Kunstschule und wurde von Bernhard von Neher und Heinrich von Rustige unterrichtet. Keller erhielt das königliche Schulstipendium in Höhe von 125 Dukaten. Noch während des Studiums erwarb er seinen Lebensunterhalt durch Wappen- und Buchstabenmalerei.
1871 übersiedelte er nach München, wo er als freischaffender Künstler tätig wurde. Er setzte dort sein Studium als Gasthörer bei Wilhelm von Lindenschmit an der Königlichen Akademie der Künste fort. Zu seinen Freunden zählte u. a. Franz Defregger. Im Zeitraum von 1872 bis 1878 schuf er eine Reihe realistischer Steinbrecher-Szenen.
Keller heiratete am 16. Oktober 1876. Ein Jahr später wurde sein Sohn Fritz und im Juli 1879 seine Tochter Ernestine Sophie geboren.
1883 wurde er in der Nachfolge von Carl von Häberlin als Hauptlehrer (Professor) für Malerei an die Stuttgarter Kunstschule berufen. Zu seinen Schülern gehörten u. a. Paula von Waechter, Bernhard Buttersack, Maria Caspar-Filser, Adolf Fleischmann, Oskar Schlemmer, Gustav Schraegle und Ernst Schmitz.
1908 feierte er sein 25-jähriges Jubiläum als Hochschullehrer an der inzwischen zur Akademie erhobenen Stuttgarter Kunstschule. Er wurde vom König Wilhelm II. 1909 mit dem Großkreuz der Württembergischen Krone ausgezeichnet. Im Jahr 1913 trat er im Alter von 73 Jahren in den Ruhestand.